# Ghislain Leleu
Pour les articles homonymes, voir Leleu.
Ghislain Leleu, né le 14 octobre 1936, est un directeur de groupe de presse français.

## Biographie

### Famille et formation
Ghislain Dieudonné Joseph Leleu naît le 14 octobre 1936,.
En 1962, il obtient le diplôme d'« ingénieur de l'Institut polytechnique de Grenoble ».

### Postes occupés
Il commence sa carrière en 1964 à la librairie Hachette et « mène une brillante carrière dans la presse et l'édition ». Il participe au lancement du Livre de poche. En 1971, il est administrateur de France-Soir, et directeur général de l'imprimerie Réaumur. Puis, en 1976, il devient directeur technique du groupe Presse Hachette. En 1979, il est nommé secrétaire général de la Fédération française des sociétés de cadres des entreprises de presse. En 1984, directeur général adjoint du groupe Presse Hachette. De 1984 à 1997, il est directeur général adjoint de la société en nom collectif Edi 7. En 1996, il est directeur général adjoint de Hachette Filipacchi Média et directeur général de la direction industrielle et logistique Presse.[réf. nécessaire]
En 1998, Jean-Luc Lagardère le nomme à Marseille pour fusionner Le Provençal et Le Méridional afin de créer La Provence.
Il est ensuite président-directeur général du quotidien régional La Provence à Marseille et prend la direction des Nouvelles Messageries de la presse parisienne (Presstalis), de juillet 2003, jusqu'au 30 juin 2006. 
En 2007[réf. souhaitée] il devient vice-président de la Croix-Rouge française de Marseille, puis président en 2011[réf. souhaitée].
Il est aujourd'hui [Quand ?] vice-président de la délégation des Bouches-du-Rhône de la Croix-Rouge française et administrateur de la Fondation Banque populaire provençale et Corse.[réf. nécessaire]

## Distinctions
Le 13 juillet 2004, il est nommé chevalier de l'ordre national de la Légion d'honneur au titre de « 35 ans d'activités professionnelles et de services militaires ».